# Sébastien Bordeleau
Sébastien Bordeleau (ur. 15 lutego 1975 w Vancouver) – francuski hokeista, reprezentant Francji. Z pochodzenia Frankokanadyjczyk. 

## Kariera
- Gatineau Olympiques (1991–1995)
- Montreal Canadiens (1995–1998)
  -  Fredericton Canadiens (1995–1997)
- Nashville Predators (1998–2001)
- Worcester IceCats (2001)
- Minnesota Wild (2001–2002)
- Phoenix Coyotes (2002)
- Houston Aeros (2002)
- Springfield Falcons (2002)
- SC Bern (2002–2009)
- EHC Biel (2009–2012)

Zakończył karierę w marcu 2012.

## Sukcesy
Klubowe
- Złoty medal Mistrzostw Szwajcarii: 2004 z SC Bern

Indywidualne
- Coupe Telus: 1995